# Stazione di Maltignano
La stazione di Maltignano del Tronto è una fermata ferroviaria posta sulla linea Ascoli Piceno-San Benedetto del Tronto. 
Situata nei pressi della zona industriale nel comune di Ascoli Piceno, serve principalmente il comune limitrofo di Maltignano.

## Storia
La fermata venne disattivata e in seguito riattivata il 29 ottobre 1939.